# Trigonostemon polyanthus
Trigonostemon polyanthus là một loài thực vật có hoa trong họ Đại kích. Loài này được Merr. miêu tả khoa học đầu tiên năm 1914 publ. 1915.